# Phthitia longisetosa
Phthitia longisetosa är en tvåvingeart som först beskrevs av Oswald Duda 1909.  Phthitia longisetosa ingår i släktet Phthitia och familjen hoppflugor. Arten är reproducerande i Sverige. Inga underarter finns listade i Catalogue of Life.